# 間部詮央
間部 詮央（まなべ あきなか）は、越前鯖江藩の第3代藩主。間部家4代。第2代藩主・間部詮方の次男。母は有馬一準の娘。正室は朽木玄綱の娘・浄鏡院。通称は多門。
元文3年（1738年）、江戸に生まれる。長兄が早くに亡くなっていたため、嫡子となる。宝暦5年（1755年）12月25日、将軍徳川家重に御目見えする。同年12月28日、従五位下・主膳正に叙任する。宝暦11年（1761年）12月6日、詮方の隠居により家督を相続した。宝暦13年（1763年）6月22日、初めてお国入りする許可を得る。
江戸上屋敷の火事や婚礼における経費、凶作などの不幸が重なって財政は火の車となり、詮央は厳しい倹約令を出して財政改革に取り組もうとしたが、その矢先に死去した。享年34（満32歳没）。嗣子が無かったため、弟の詮茂が継いだ。

## 系譜
父母
- 間部詮方（父）
- 純成院 - 有馬一準の娘（母）

正室
- 浄鏡院 - 朽木玄綱の娘

子女
- 喜久 - 織田秀綿正室

養子
- 間部詮茂 - 実弟